# 11月26日 (旧暦)
旧暦11月26日は旧暦11月の26日目である。六曜は赤口である。

## できごと
- 応徳3年（ユリウス暦1087年1月3日） - 白河天皇が8歳の堀河天皇に譲位。以後43年間上皇として院政を行う
- 治承4年（ユリウス暦1180年12月14日） - 平清盛が都を福原から平安京に戻す
- 正元元年（ユリウス暦1260年1月9日） - 後深草天皇が、父である後嵯峨上皇により弟の恒仁親王（亀山天皇）に譲位させられる。皇位が大覚寺統と持明院統に分裂
- 文禄2年（グレゴリオ暦1594年1月17日） - 後陽成天皇の勅命により『古文孝経』（慶長勅版）を印刷。日本初の木製活字本

## 誕生日
- 安永9年（グレゴリオ暦1780年12月21日） - 黒住宗忠、黒住教始祖（+ 1850年）
- 天明4年（グレゴリオ暦1785年1月6日） - 足代弘訓、国学者（+ 1856年）

## 忌日
- 弘治元年（ユリウス暦1556年1月7日） - 織田信光、武将（* 1516年）